# Eria pseudocymbiformis
Eria pseudocymbiformis är en orkidéart som beskrevs av Jeffrey James Wood. Eria pseudocymbiformis ingår i släktet Eria och familjen orkidéer.

## Underarter
Arten delas in i följande underarter:
- E. p. hirsuta
- E. p. pseudocymbiformis